# 延命寺 (加須市)
延命寺（えんめいじ）は、埼玉県加須市にある真言宗智山派の寺院。

## 歴史
慶長・元和年間（1596年 - 1624年）、法印澄翁によって開山された。同県同市正能の龍花院の末寺である。
当寺には「子育延命地蔵」と呼ばれる地蔵菩薩の立像が安置されている。かつては赤ん坊の厄除けとして、この地蔵を担いで村内を練り歩く風習があった。

## 交通アクセス
- 加須駅より徒歩32分。